# Éric Vogel
Pour les articles homonymes, voir Vogel.
Éric Vogel, né le 12 août 1970 à Strasbourg, est un footballeur français jouant au poste de défenseur central.

## Biographie
Il joue au RC Strasbourg à partir de 1989 et jusqu'en 1998, disputant 9 matchs de championnat professionnel. 
Il est prêté en 1993-1994 à Charleville et termine sa carrière au Sporting Club Schiltigheim en 1998-1999.
Après sa carrière de footballeur professionnel il fonde en 1999 l'entreprise Vodiff à Entzheim, spécialisée dans la vente de véhicules de luxe d'occasion,.